# Evangelický kostel (Hrob)
Evangelický kostel Vzkříšení v Hrobu na Teplicku, postavený ve stylu německé secese podle projektu architektonického ateliéru Schilling & Gräbner, pochází z přelomu 19. a 20. století. Kostel byl první sakrální stavbou ateliéru na českém území, kde je zároveň nejstarším secesním kostelem. Od roku 1958 je chráněn jako kulturní památka České republiky.
Základní kámen kostela, jehož stavitelem se stal Rudolf Wettstein, byl položen symbolicky 12. prosince 1900, přesně 283 let od zničení prvního místního luterského kostela. Bohoslužby Německé evangelické církve se zde začaly konat o dva roky později. 
Po roce 1945 byl kostel původním vlastníkům zabaven a získala jej Církev československá husitská (CČSH), využívala ho však jen do konce 60. let. Poté byly odvezeny lavice, které skončily v kotelně. Kostel poté dále chátral, na přelomu 20. a 21. století z něj zloději ukradli střešní krytinu a rozbili většinu vitráží v oknech. V roce 2008 byla střecha rekonstruována a zabezpečen vstup, aby nedocházelo k dalšímu ničení interiéru. V roce 2012 byla zahájena veřejná sbírka na opravu kostela, která probíhá i v roce 2020.
Kostel zůstává majetkem CČSH, město Hrob jej má v pronájmu. Stará se o okolní park a kostel hlídá před vandaly. Zajišťuje také údržbu unikátních ručně natahovaných hodin, které se nacházejí ve výšce 30 metrů. Bohoslužby se zde nekonají. 

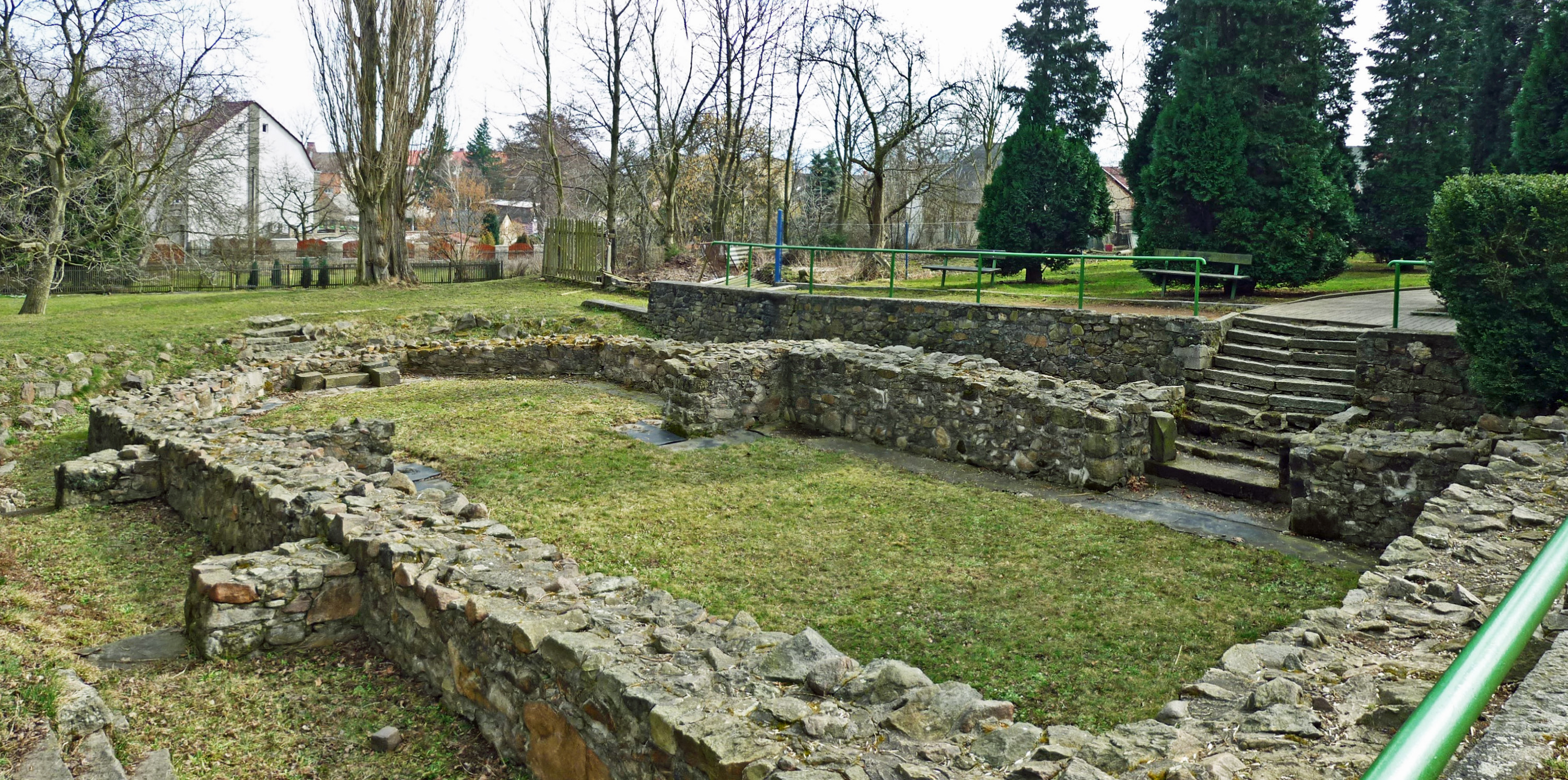
Základy původního evangelického kostela, odkryté po téměř 300 letech r. 1913

## Galerie

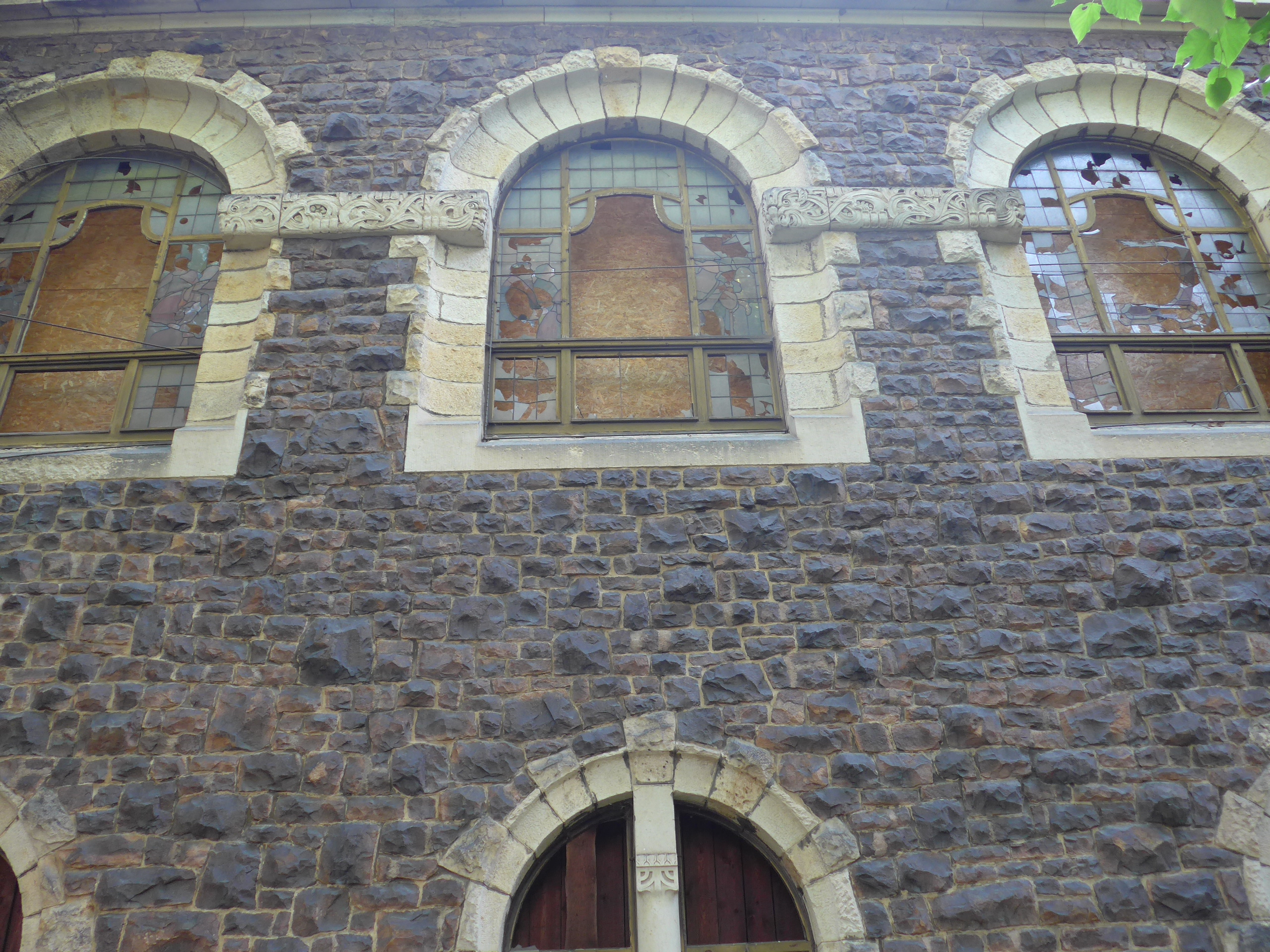
Vytlučená vitrážová okna na SV straně
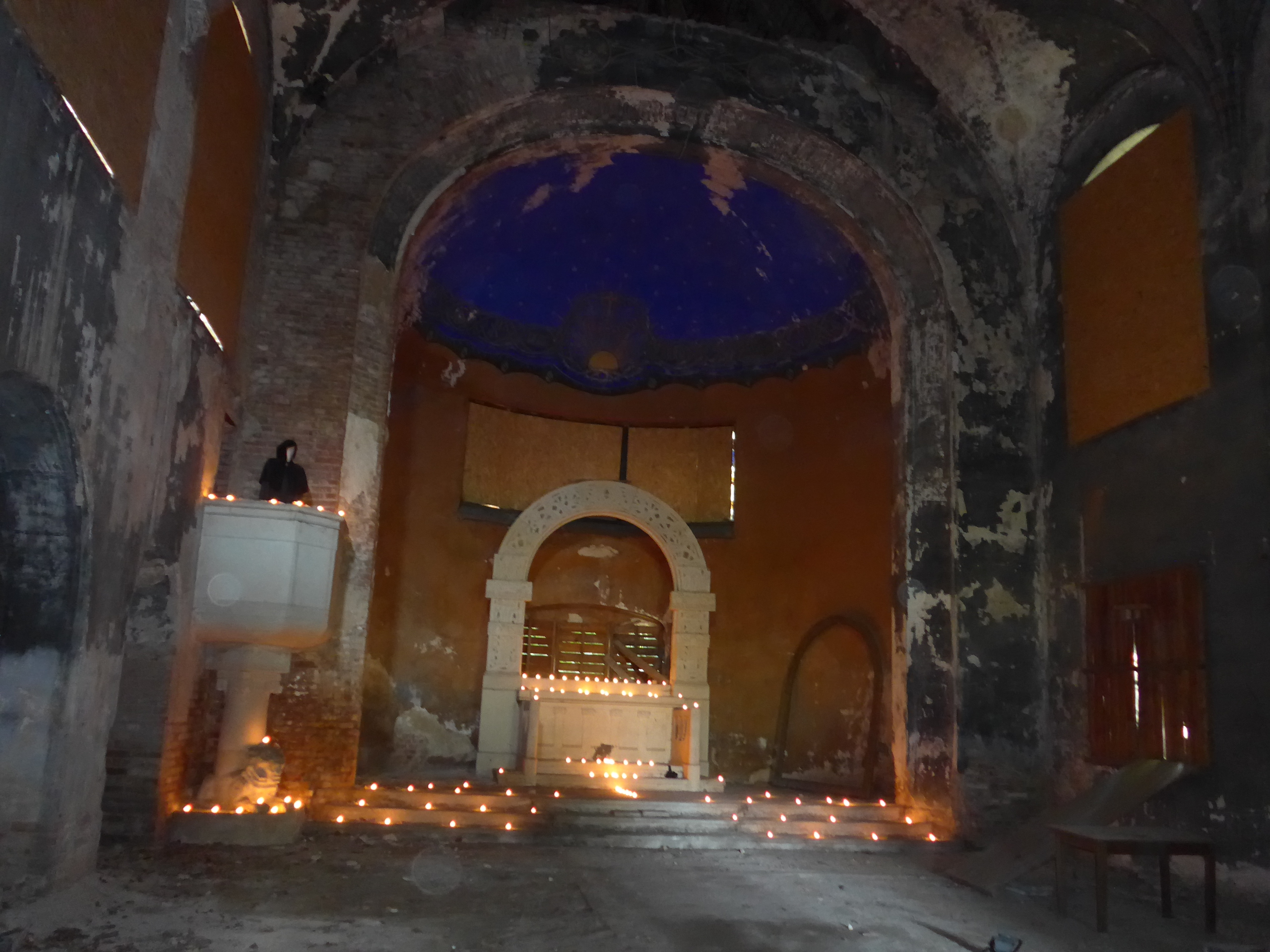
Pohled od vchodu k presbytáři
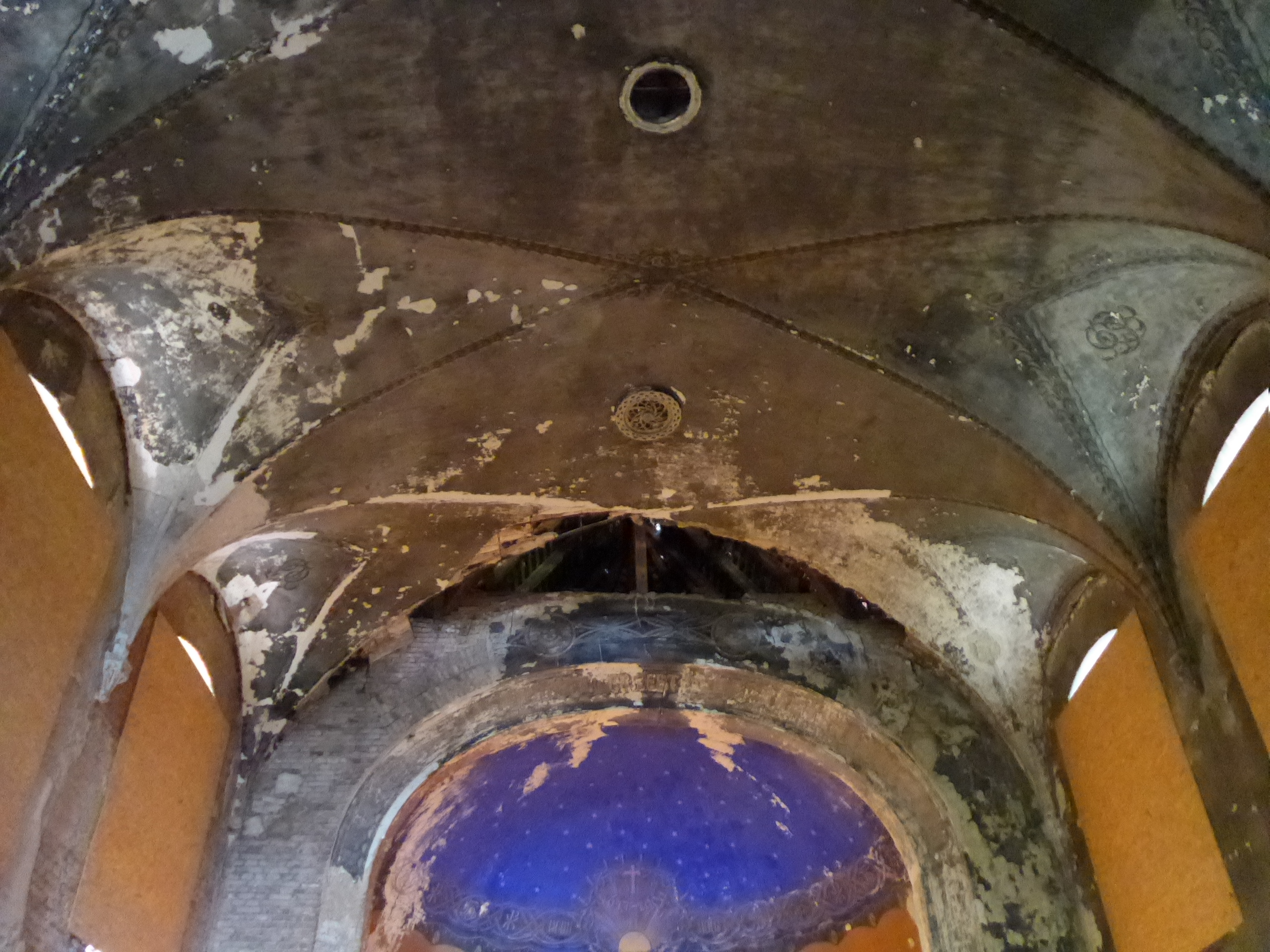
Klenba nad lodí a nad presbytářem
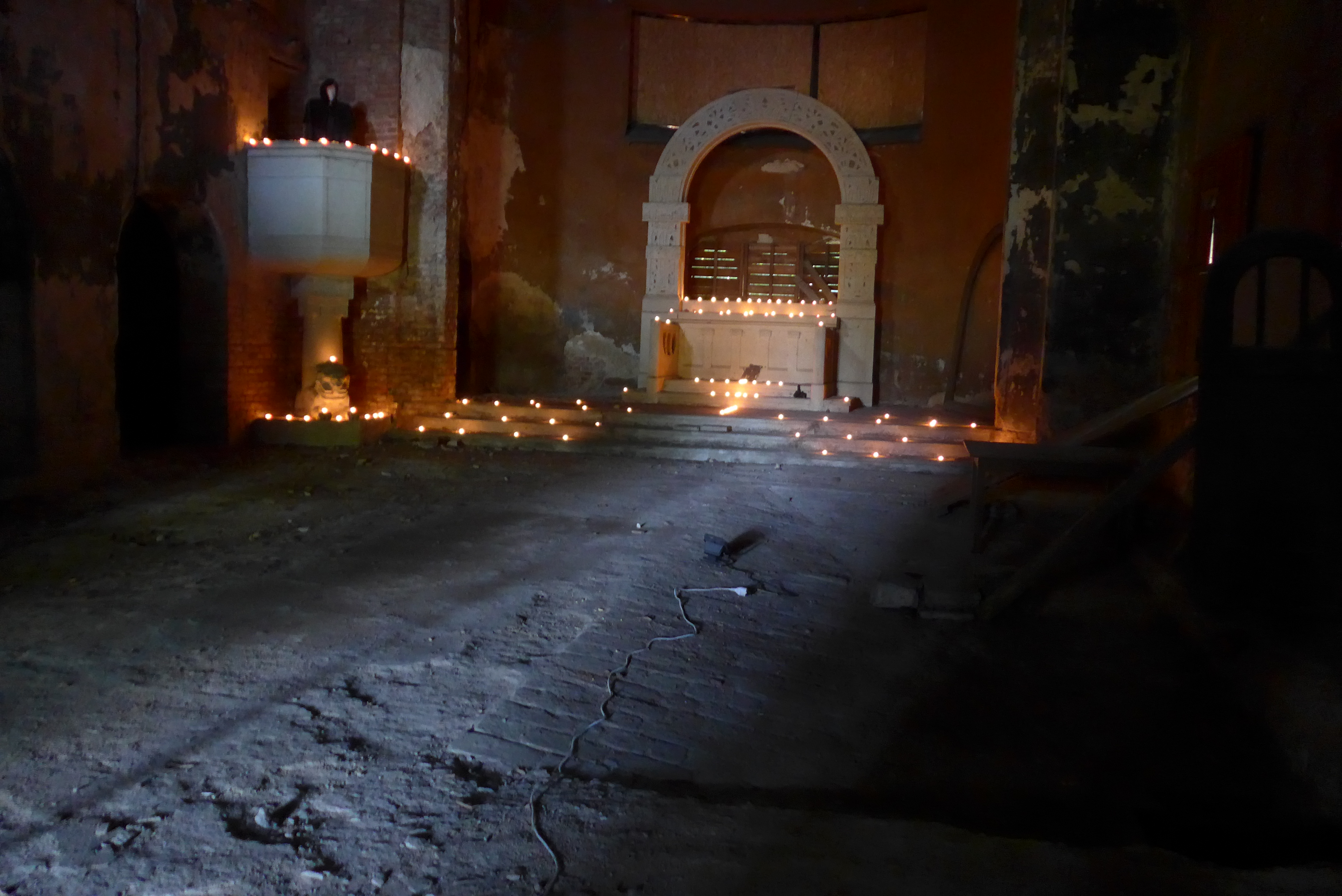
Oltář a kazatelna
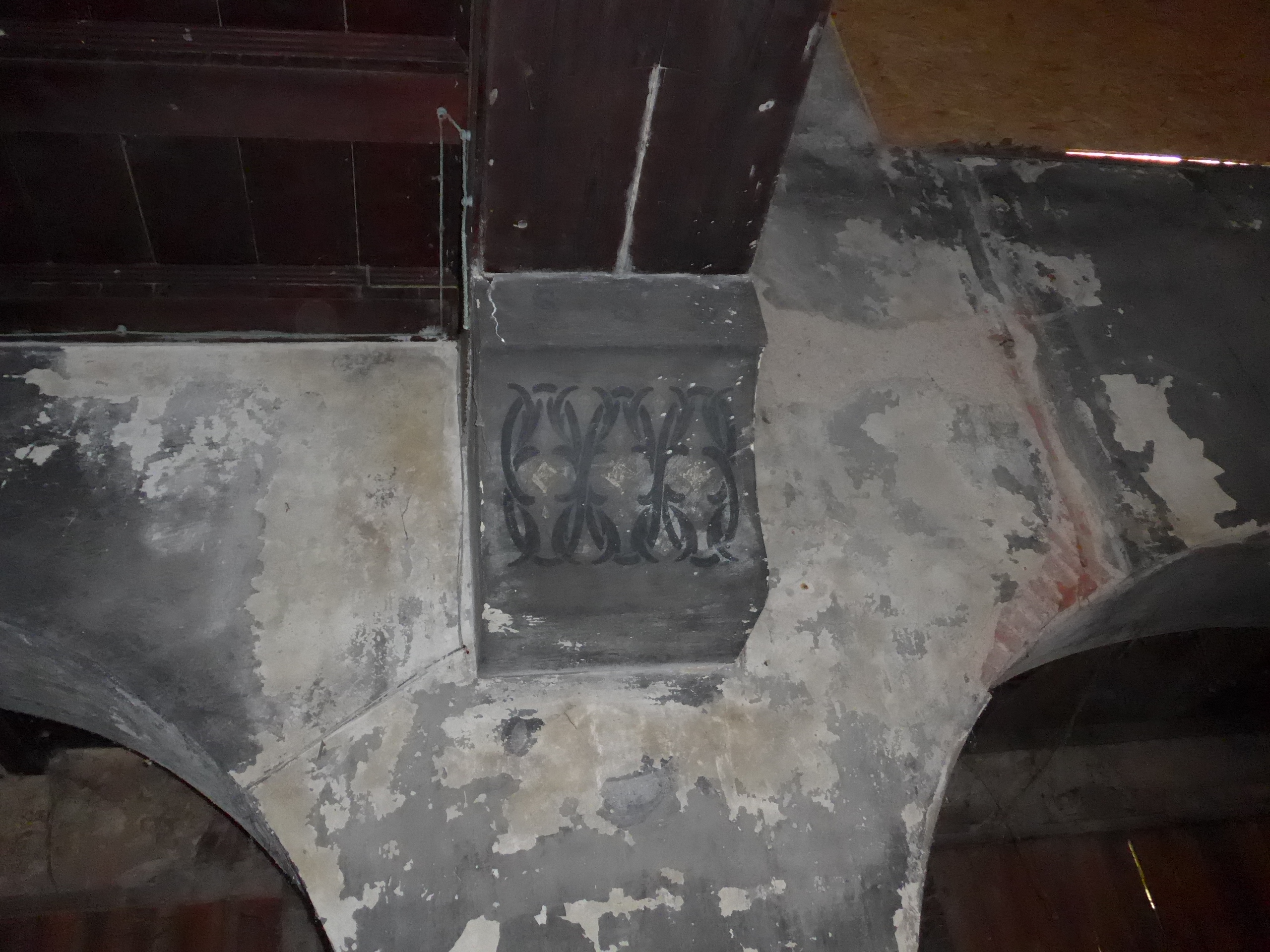
Zdobená konzola nesoucí kůr